# Josephine Arendsen
Josephine Arendsen (Culemborg, 23 mei 2005) is een Nederlands actrice. Zij speelde in diverse films en series, waaronder Tot zonsondergang, Eng en Eén grote familie.

## Levensloop
Arendsen maakte in december 2015 haar acteerdebuut als het personage Isa in de AVROTROS-serie Kasper en de Kerstengelen. Hierna volgde kleine rollen in de televisieseries Eng en De regels van Floor. In juli 2019 maakte Arendsen haar debuut op het grote scherm, in de bioscoopfilm Mijn bijzonder rare week met Tess.
Arendsen speelde vervolgens rollen in de films Mijn beste vriendin Anne Frank en Tot zonsondergang voordat zij in het najaar van 2022 een van de hoofdrollen ging vertolken in de VPRO-serie Zenith II.
Sinds oktober 2023 is Arendsen te zien als het personage Michelle van Dam in de Videoland-serie Eén grote familie.

## Filmografie

### Film
- 2018: Julia de musicialfilm, als Vera
- 2019: Mijn bijzonder rare week met Tess, als Tess
- 2021: Mijn beste vriendin Anne Frank, als Hannah Goslar
- 2022: Tot zonsondergang, als zus van Laurens

### Televisie
- 2015: Kasper en de Kerstengelen, als Isa
- 2016: Eng, als Lena
- 2022: De regels van Floor, als Hedwig
- 2022: Zenith II, als Zoë Muller
- 2023-heden: Eén grote familie, als Michelle van Dam
- 2024: PATTY, als Tineke
- 2025: De Vuurwerkramp, als Marly